# المرأة في النافذة

## امرأة في النافذة
The Woman in the Window "امرأة في النافذة"، رواية للكاتب الأمريكي آ. ج. فين، صدرت في لغتها الأصلية عام 2018، وقد أدرجتها صحيفة New York Times "نيويورك تايمز" ضمن الكتب الأكثر مبيعًا. ثم الصدرت الترجمة العربية منها عن منشورات الرمل، من ترجمة الحارث النبهان.

## نبذة
في عام 2021؛ أطلقت نتفليكس فيلمًا بنفس الاسم مقتبسًا عن رواية امرأة في النافذة للكاتب الأمريكي آ. ج. فين، من بطولة إيمي آدمز، والنجم غاري أولدمان، ومن سيناريو تريسي لتس، وإخراج المخرج البريطاني الشهير جو رايت.
حققت رواية امرأة في النافذة شهرة واسعة، وقد قال عنها الروائي الأمريكي الشهير ستيفن كينغ: "لم أستطع أن أتركها"، بينما صرحت الكاتبة الأمريكية جيليلان فلين: "مدهشة، صادمة، مشوقة".

## حبكة
تدور رواية امرأة في النافذة حول حياة الدكتورة آنا فوكس، وهي طبيبة نفسية سابقة تعاني من رهاب الأماكن المفتوحة، ما يجعلها حبيسة في منزلها في نيويورك، تقضي وقتها في مراقبة جيرانها من نافذتها، وتصبح مع الوقت مهووسة بحياتهم.
في يوم ما؛ تشهد الدكتورة آنا فوكس حادثة مروعة تتعلق بأحد الجيران، لكنها تواجه صعوبة في إقناع الآخرين بما رأته، خاصة الشرطة، ما يدفعها للشك في عقلها وفي الواقع نفسه. 
تستكشف رواية امرأة في النافذة موضوعة العزلة النفسية، والصدمة، والتمييز بين الحقيقة والخيال، وقد حظيت بإشادة نقدية وتم تحويلها إلى فيلم عام 2021. قائمة نيويورك تايمز للروايات الأكثر مبيعا.